# Chacala (Nayarit)
Chacala es una localidad en el municipio de Compostela, Nayarit, México. Su población es principalmente ganadera, campesina, pesquera y se beneficia del sector turístico. En sus cercanías se encuentra la localidad de Las Varas. La playa de Chacala es parte de la Riviera Nayarit, zona de gran actividad turística.

## Toponimia
Chacala deriva de Chakali que es un topónimo de origen náhuatl que significa Camaronera o Lugar de Camarones.